# 梅萊特縣 (南達科他州)
梅萊特縣（英語：Mellette County）是美國南達科他州中南部的一縣。面積3,392平方公里。根据美國2000年人口普查，共有人口2,083人。縣治懷特里弗（White River）。
成立於1909年3月9日，縣政府成立於1911年5月25日。縣名紀念達科他準州最後一任州長、南達科他州首任州長亞瑟·C·梅萊特（Gideon Curtis Moody）。